# جوردان لوكاكو
جوردان لوكاكو (Jordan Lukaku) (مواليد 25 يوليو 1994) هو لاعب كرة قدم. يلعب مع منتخب بلجيكا لكرة القدم. ويلعب مع فريق لاتسيو الإيطالي هداف الدوري الإيطالي
اخو لوكاكو ومع الجنسيه الكونغو الديموقراطيه والبلجيكي

## وصلات خارجية
- جوردان لوكاكو على موقع الاتحاد الأوربي (الإنجليزية)
- جوردان لوكاكو على موقع الاتحاد البلجيكي (الإنجليزية)
- جوردان لوكاكو على موقع إي إس بي إن إف سي (الإنجليزية)
- جوردان لوكاكو على موقع قاعدة بيانات كرة القدم.إي يو (الإنجليزية)
- جوردان لوكاكو على موقع بيانات كرة القدم. دي إي (الألمانية)
- جوردان لوكاكو على موقع ليكيب (الفرنسية)
- جوردان لوكاكو على موقع ناشيونال فوتبول تيمز (الإنجليزية)
- جوردان لوكاكو على موقع Soccerbase.com (لاعب) (الإنجليزية)
- جوردان لوكاكو على موقع Soccerway.com (الإنجليزية)
- جوردان لوكاكو على موقع عالم كرة القدم.نت (الإنجليزية)

- National Football Teams